# Elva (Fluss)
Der Fluss Elva (estnisch Elva jõgi) ist ein Fluss in Estland. 
Er ist ein Nebenfluss des Emajõgi (deutscher Name: Embach).
Der Elva-Fluss entspringt beim See Valgjärv im Kreis Põlva. Seine Länge beträgt 72 km, sein Einzugsgebiet 456 km². Der Fluss hat auf seinem Weg ein Gefälle von 144,3 m.
Der Elva-Fluss ist besonders bekannt für seine teils historischen Mühlen, zum Beispiel in Palu, Hellenurme, Rundsu, Peedu, Voika und Tõravere. Daneben ist er bei Anglern beliebt für seinen Reichtum an Bachforellen.
Rechte Zuflüsse sind die Bäche Kinsli oja, Tinni oja, Laguja oja, Illi oja, Peedu oja, Nõo oja, Keeri oja und Rõhu oja. Linke Zuflüsse sind die Bäche Kastolatsi oja, Kaarnaoja, Karjamõisa oja, Hellenurme oja, Pulga oja, Karioja und Kureküla oja.